# Philips Vingboons

Philips Vingboons, Architekturtraktat (Leiden 1715)

Philips Vingboons, auch Vinckboons, Vinckeboons, Vinckbooms (* 1607 oder 1608 in Amsterdam; † vor 2. Oktober 1678 ebenda) war ein vor allem in Amsterdam tätiger niederländischer Architekt.

## Leben
Geboren als Sohn des aus Mechelen stammenden Malers David Vinckboons, der sich in Amsterdam niedergelassen hatte. Nach einer Ausbildung als Maler wandte er sich, wie auch sein jüngerer Bruder Justus Vingboons, wahrscheinlich nach einer Ausbildung durch Jacob van Campen, der Architektur zu. 1645 heiratete er Petronella Questiers und erhielt damit Zugang zum Patriziat als Auftraggeber. 
Vinckboons wichtigste Entwürfe wurden postum 1688 durch Justus Danckerts publiziert, wodurch sie einen wesentlichen Einfluss auf die Entwicklung der Architektur des nordeuropäischen Barockklassizismus auszuüben vermochten.

## Architektur

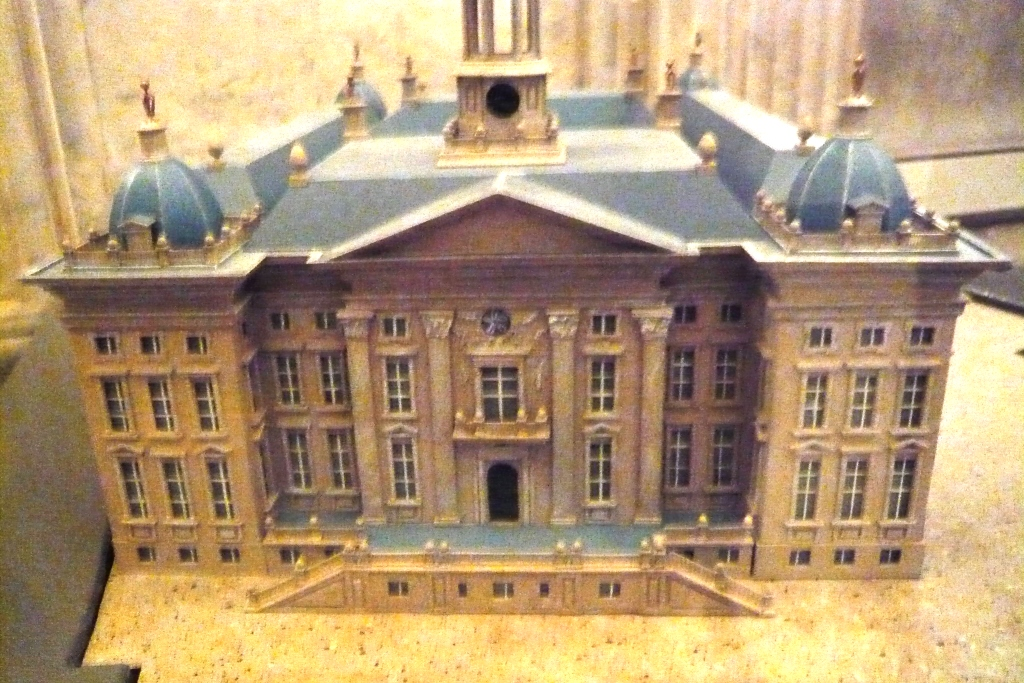
Modell für das Amsterdamer Rathaus (nicht ausgeführt)
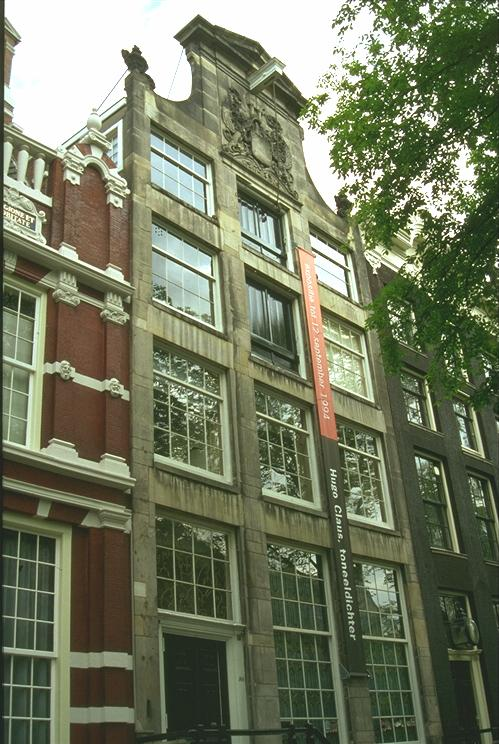
Herengracht 168
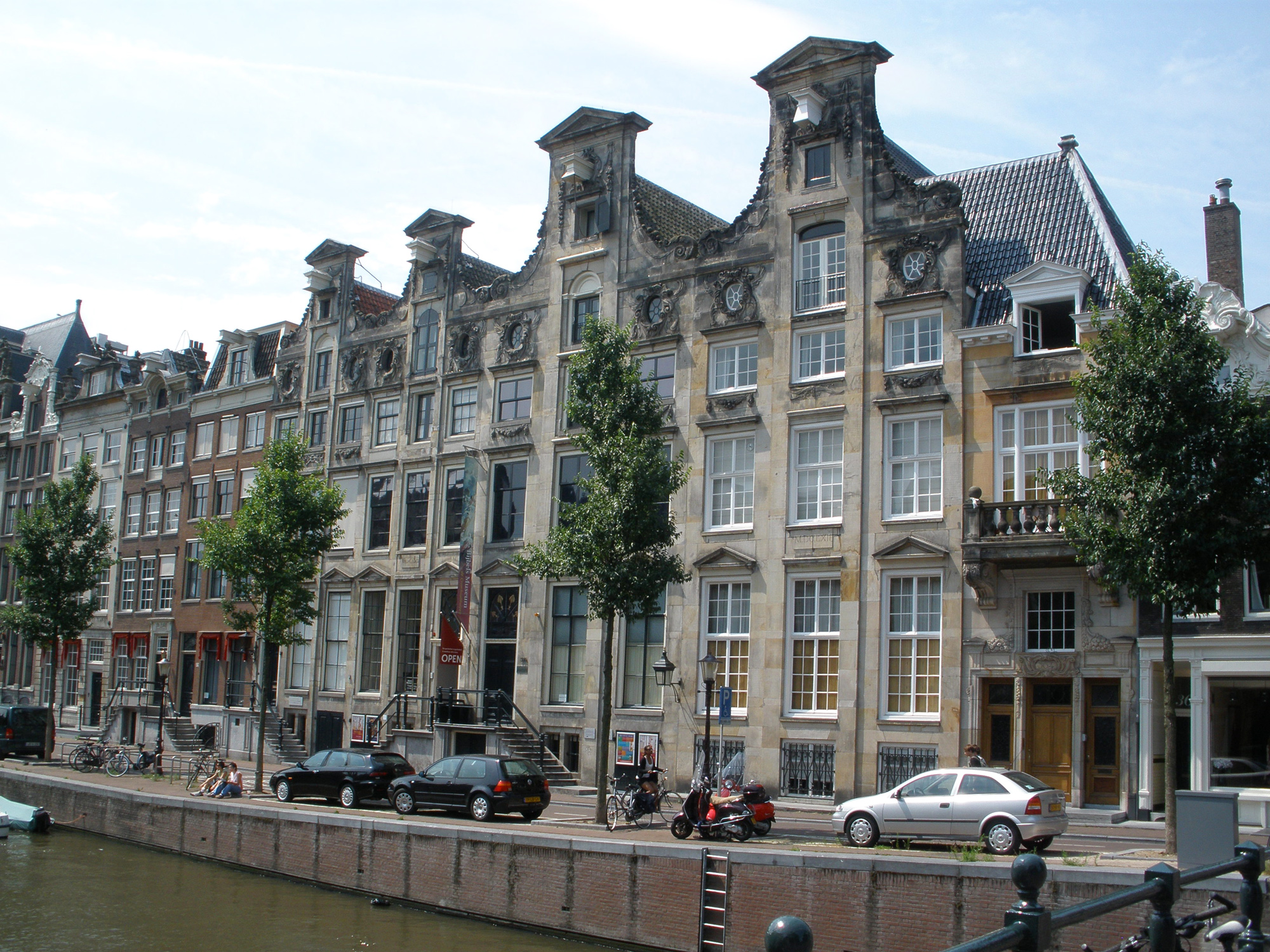
Die Cromhouthäuser
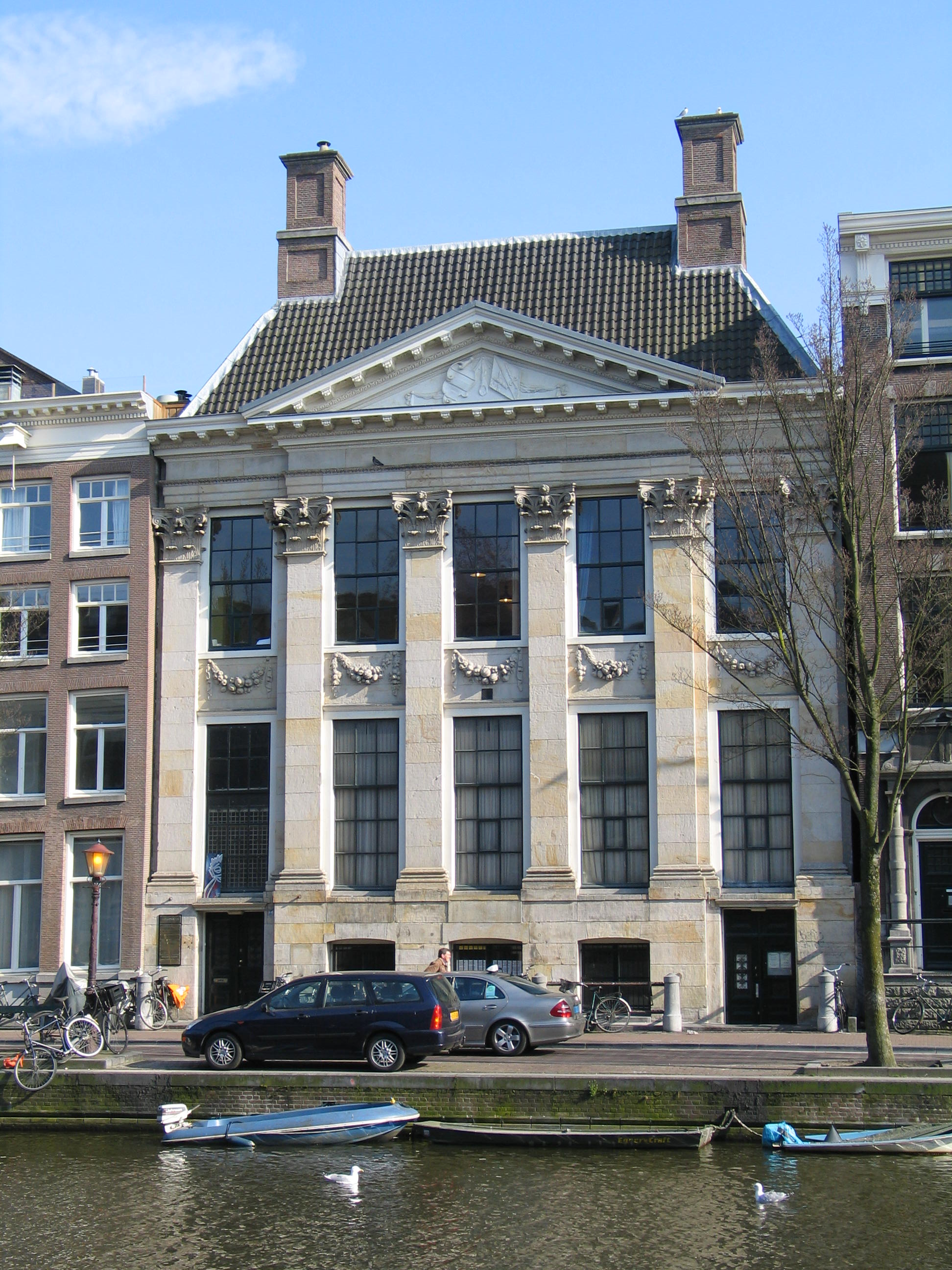
Poppenhuis
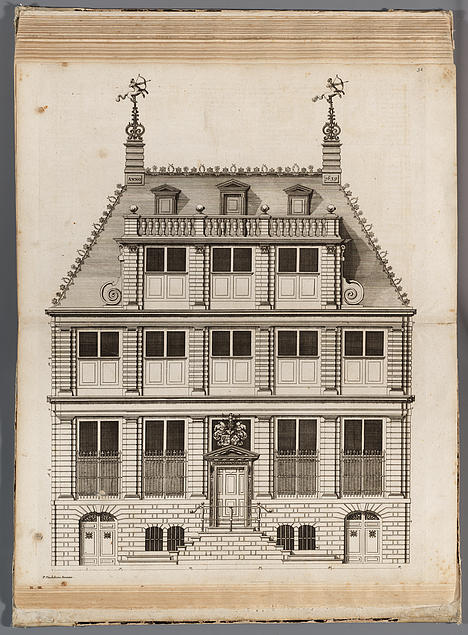
Huydecoperhuis
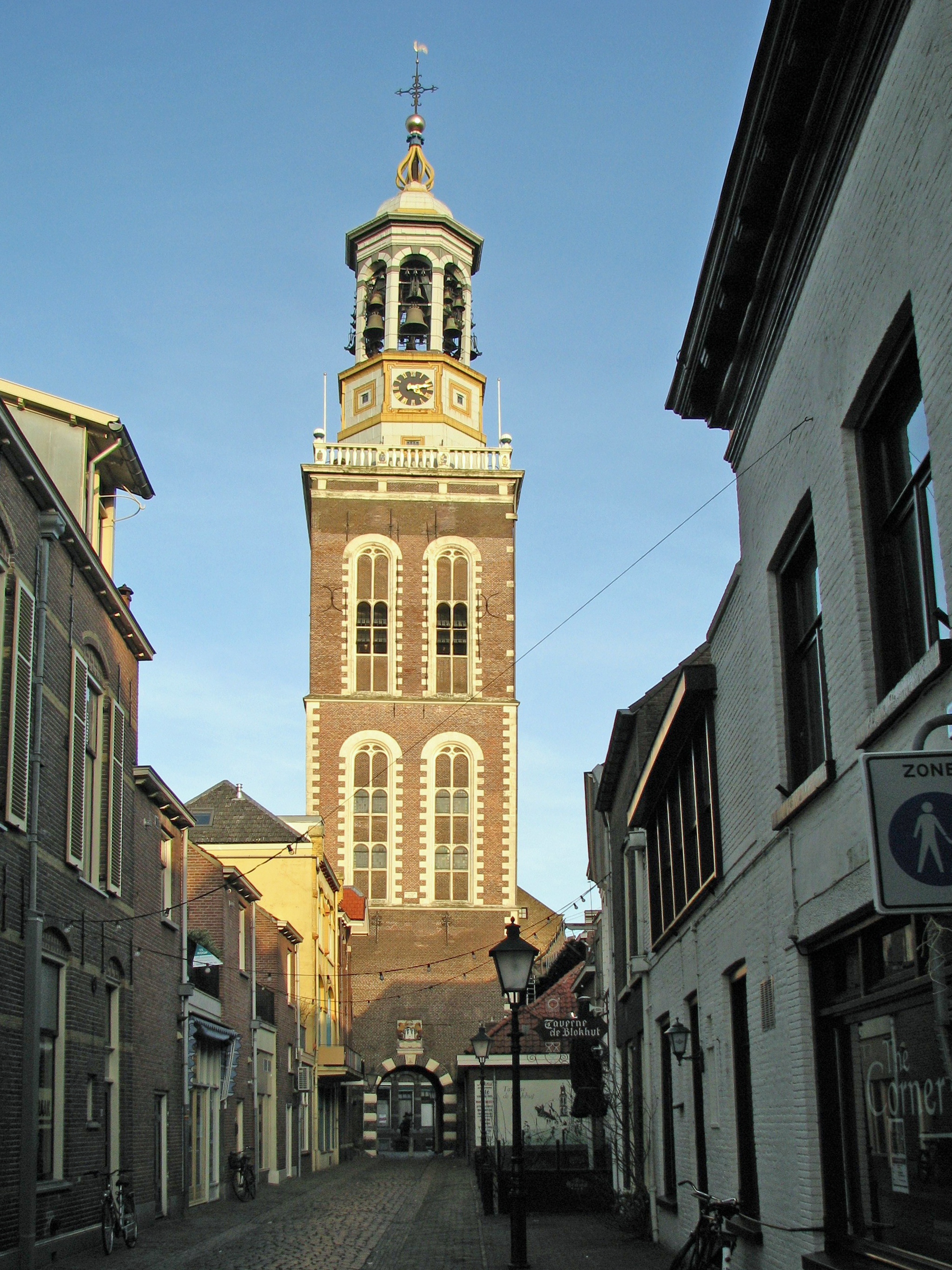
Stadtturm von Kampen
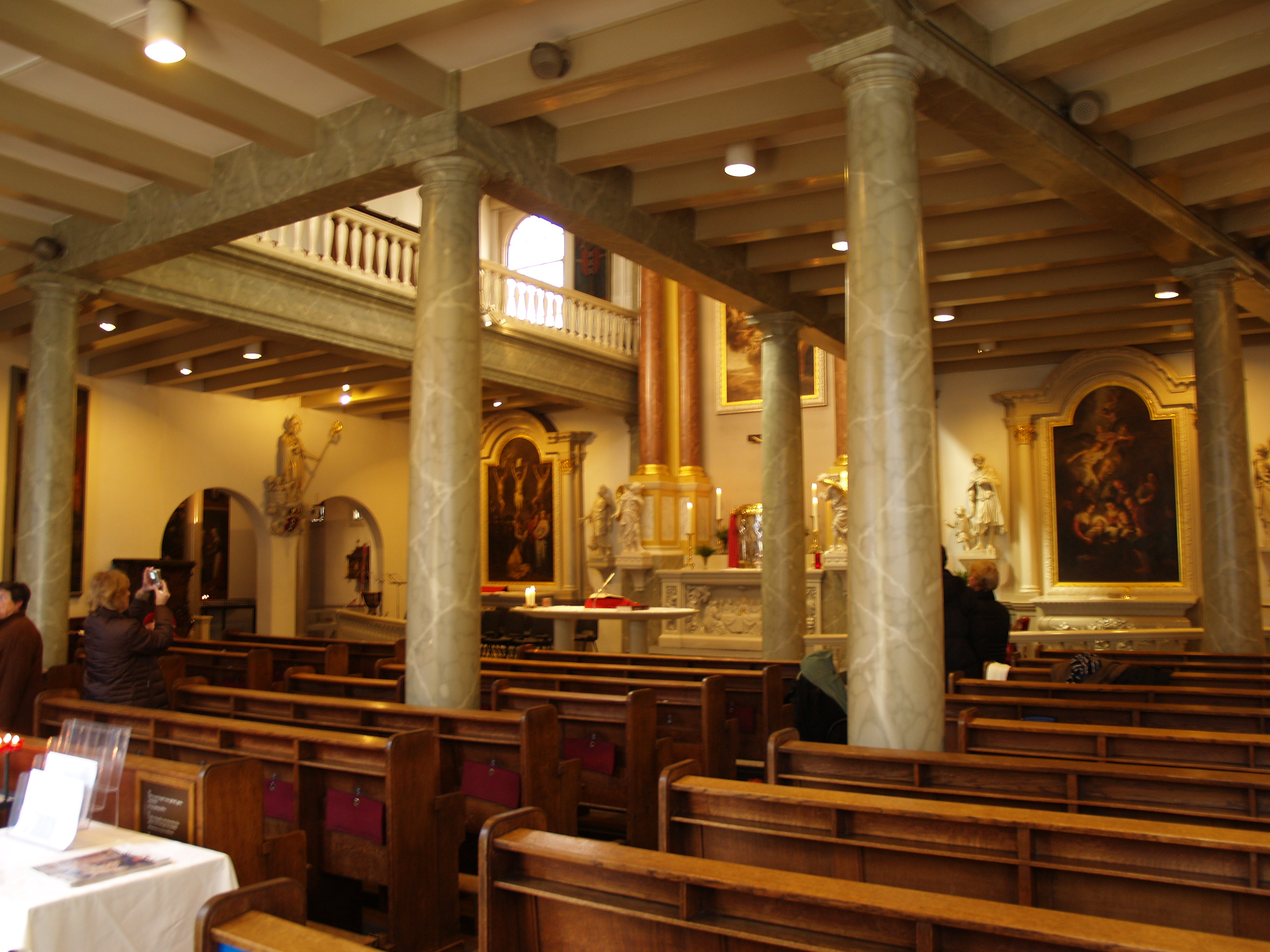
Beginenhof, Kapelle

Das Hauptgewicht der Tätigkeit von Philips Vingboons lag auf dem Gebiet der Amsterdamer Bürgerhausarchitektur. Aufgrund der großen Bebauungsdichte Amsterdams und den schmalen Grundstücksparzellen entwickelte Vinckboons einen Fassadentypus mit rechteckigem Giebelaufsatz, dem sogenannten „Halsgiebel“. Das älteste Beispiel hierfür ist das für den Handelsherrn Michiel Pauw 1638 in zurückhaltend einfachen Formen erbaute Stadthaus an der Herengracht 168, dessen Giebelaufsatz mit dem monumentalen Familienwappen geschmückt ist. Ähnlich die vier 1660–1662 erbauten „Cromhouthuizen“ (Herengracht 364–370). Für den Amsterdamer Bürgermeister Johan Huydecoper van Maarsseveen entwarf er 1639 in manieristischen Formen das (1943 zerstörte) Stadthaus an der Singel 548. Das „Poppenhuis“ (Kloveniersburgwal 95) von 1642 hingegen zeigt eine monumentale klassizistische Pilastergliederung und Dreiecksgiebel. 1663–1665 entstand das Grachtenhaus (Herengracht 386) in Backstein mit zweifacher Pilasterordnung.
Für den Neubau des Amsterdamer Stadthauses 1648 hatte Philips Vingboons einen Entwurf vorgelegt, der aber zugunsten des Entwurfs von Jacob van Campen abgelehnt wurde. 1649–1663 erbaute er (mit Bauunterbrechung) den Stadtturm Kampen, bei dem er ein nachgotisches Formenrepertoire verwendete, bekrönt von einem überkuppelten Tempietto-Aufsatz. Am Rathaus Deventer entwarf Philips Vingboons 1662 die von ionischen Pilastern gegliederte Seitenfassade. 1664 entstand das (1772 durch Brand zerstörte) Amsterdamer Stadttheater Stadsschouwburg Amsterdam, ab 1671 nach seinen Plänen die Kapelle im Beginenhof Amsterdam.